# ミムズ砦虐殺
ミムズ砦虐殺（ミムズとりでぎゃくさつ、英: Fort Mims massacre）は、クリーク戦争中の1813年8月30日に、現在のアラバマ州モービルから約35マイル (56 km) ほど北のところで起こった戦闘である。
クリーク族インディアンのレッド・スティック派が、戦士隊長ウィリアム・ウェザーフォード（別名ラモチャッティ、赤い鷲）とピーター・マックィーンの指揮で、ミムズ砦を急襲し、守備の民兵隊を破った。敗北が明らかになった後に虐殺が続き、砦に残っていたローワー・クリーク族、白人開拓者、民兵のほぼ全員が殺された。この砦は開拓者サミュエル・ミムズの家と離れ家を囲む小要塞のある防御柵でできていた。

## 背景
米英戦争の期間、クリーク族インディアンは派閥に分裂した。1つの派であるレッド・スティックスは白人開拓者と順応することを拒否し、その他のクリーク族は白人の生活様式を採用することを好んだ。クリーク族の中でもアッパー・タウンに住むレッド・スティックスは、白人開拓者への土地の割譲にも、ローワー・タウンがヨーロッパ・アメリカ文明に同化することも反対した。この民族主義者達は、クリーク族の宣戦布告を象徴する武器である「戦争の赤い棒」を掲げたので、間もなくレッド・スティックスと呼ばれるようになった。クリーク族の中の内戦状態は1813年夏に始まり、レッド・スティックスはアッパー・タウンの同化主義者の首長達を攻撃し、家畜を体系的に殺し始めた。家畜の多くはヨーロッパ文明を取り入れることで力を手に入れていた者達に属するものだった。フロンティアの白人はクリーク族の内紛を理解できないまま、緊張の高まりについて警告を出し、ミムズ砦など様々な基地と小要塞の中に入って要塞化を始めた。一方、フロンティアに向かって援軍が派遣された。
アメリカのスパイが、レッド・スティックスのピーター・マックィーンの部隊がフロリダのペンサコーラに行って、スペインから食料、物資、武器の支援を得たことを知った。クリーク族は、到着したばかりのスペイン総督ゴンザレス・マンリケから、トウモロコシと小麦粉45樽、毛布、リボン、鋏、カミソリ、幾らかの強制雄牛と1,000ポンドの弾薬、およびそれに相当するマスケット銃用鉛弾と散弾を受け取ったが、アルコールに付いては受け取りも飲みもしなかった。クリーク族の輜重隊に関する報告がコーラー大佐に届いたとき、彼とミシシッピ志願兵隊のダニエル・ビーズリー少佐は、白人民兵ライフル銃兵150名の6個中隊とディクソン・ベイリー大尉のテンソー・メティス30名の騎馬部隊を率い、それら戦士隊の妨害に向かった。1813年7月21日、バーントコーンの戦いで、彼らは昼食を摂っていたレッド・スティックスを急襲した。アメリカ軍はレッド・スティックスの輜重隊を一旦は潰走させたが、戦士たちが戻って来てアメリカ軍を撃退した。この時点からアメリカ軍はクリーク族の内戦に巻き込まれることになった。1813年8月、ピーター・マックィーンとレッド・イーグル（ウィリアム・ウェザーフォード）がミムズ砦の攻撃を率いたレッド・スティックスの指導者だった。レッド・スティックスのクリーク族戦士は、アラバマ、タラプーサス、アラバマ川下流のフラット・クリーク河口にあるローワーアベカスのクリーク族13町から1,000人近い戦士を集めた。
ローワータウンの中でも、テンソーのメティスと呼ばれた混血のクリーク族は、ミムズ砦を避難地としてヨーロッパ系アメリカ人開拓者に合流した。この集団は奴隷も連れてきていた。砦にいた武装民兵265名を含め、総勢では517名になった。ミムズ砦はアラバマ川の東岸、モービル市からは35ないし45マイル (50–70 km) 北にあった。

## 攻撃
1813年8月29日、防御柵の外で牛の面倒を見ていた黒人奴隷2人が、「顔を塗った戦士」が近辺にいると報告した。しかし砦からの騎馬斥候は戦士隊の兆候を見つけられなかった。ミムズ砦にとって災いだったことには、ビーズリーが「嘘の警報を伝えた」といって2人目の奴隷を笞で叩いた。ビーズリーは襲撃の朝に騎馬斥候から2回目の警告を受けたが、これを無視して何の警戒措置も取らなかった。ビーズリーは酔っぱらっていたと言われている。
指揮官のビーズリー少佐は、「いかなる数のインディアンに対しても基地を維持」できたと主張したが、歴史家達は防御策の防備が悪かったと考えている。攻撃の時に東門が砂を噛んで一部が開いたままになった。レッド・スティックスは昼食時間に攻撃しており、ビーズリーは哨兵や衛兵を送り出しておらず、クリーク族が近くにいるという報告を無視していた。
クリーク族戦士たちは「奇襲」で砦を奪おうとして、「大挙」開いた門に殺到した。同時にレッド・スティックスは銃眼と外側の囲い地を支配した。ベイリー大尉指揮下の民兵と開拓者達は、内側の囲いを守って暫く戦い、約2時間戦った後に約1時間の休止があった。インディアンは当初あった推進力が砦の内側で鈍っており、犠牲者も出ていたので、即席の会議を開いて、戦いを続けるべきか退くべきかを議論した。午後3時までに、ディクソン・ベイリーが率いたテンソー・メティスはバーントコーンでの裏切りに報復するために倒さなければならないと決まり、クリーク族は2回目の攻撃を始めた。残っていた守備隊はバスティオンと呼ばれた建物の中に後退した。レッド・スティックスがバスティオンの中央に火を点け、それが防御柵全体に広がっていった。
戦士たちは内側の囲いの中に押し入った。ウェザーフォードが止めようとしたにも拘わらず、戦士たちは民兵守備隊、混血のクリーク族、白人開拓者の大半を殺した。苦闘の時間が続いた後で、防御側が完全に崩壊し、おそらく500名いた民兵、開拓者、奴隷、アメリカに忠実なクリーク族が殺されるか、捕虜になり、レッド・スティックスは250ほどの頭皮を奪った。午後5時までに戦闘が終わり、防御柵と建物群は破壊され炎に包まれた。ほとんどすべての奴隷の命は救ったが、それでも100人以上の奴隷を捕虜にした。少なくとも3人の女性と20人の子供たちが捕虜になったことが分かっている。致命傷を負っていたベイリーと2人の女性と1人の少女を含め、36人ほど、そのほとんど全ては男性が脱出した。数週間後に救援部隊が到着したとき、守備隊の死体247体とクリーク族攻撃隊の死体100体を発見した。

## 戦いの後と近代の歴史
ミムズ砦でのレッド・スティックスの勝利が、アメリカ合衆国南東部のフロンティア全体に恐慌を広げ、開拓者たちは政府の行動を要求し、逃亡した。戦闘後の数週間で、テンソーとトンビッグビー地区人口の約半分にあたる数千人がその開拓地を遁れてモービルに向かい、500人しかいなかったモービルは彼らを迎えるのに苦闘した。レッド・スティックスの勝利はインディアンによる最大級の成果であり、この虐殺は、クリーク族内の内戦から、アメリカ合衆国とアッパー・クリーク族のレッド・スティックス戦士の間の戦争に変わったことを意味した。
アメリカ合衆国軍は米英戦争の北部戦線で捉われていたので、テネシー州、ジョージア州およびミシシッピ準州がその民兵隊を動員し、レッド・スティックス側を支援していたアッパー・クリークの町に向かって移動した。幾つか戦闘が起こった後、アンドリュー・ジャクソン大佐がこれら各州の民兵隊と同盟チェロキー族を率い、その後のホースシュー・ベンドの戦いでレッド・スティックスを破り、クリーク戦争を終わらせた。
今日ミムズ砦の跡はアラバマ州歴史委員会が保存している。1972年9月14日にアメリカ合衆国国家歴史登録財に指定された。
ミムズ砦虐殺は、マーガレット・ミッチェルの大作『風と共に去りぬ』の中に引用されている。脇役のグランドマ・フォンテーンが主人公のスカーレットに対する教訓として、その全家族が暴動の中で殺される様子を見た記憶を話して聞かせる。フォンテーンは、彼女に起こる可能性のある最悪のことをある女性が経験すべきではないと説明し、その故に恐怖を2度と経験できないと語っている。